# 申義堂 (高砂市)
申義堂（しんぎどう）は、現在の兵庫県高砂市に姫路藩主酒井忠実によって設置された学問所。復元された建物は2011年12月22日に市指定文化財となっている。

## 歴史
姫路藩主の酒井氏の家老である河合寸翁が、庶民を対象とした英才教育を行うことを目的に申義堂を開設した。当時申義堂では朱子学が教えられていた。申義堂初代教授は菅野真斎で、最後の教授は美濃部秀芳（美濃部達吉の父）である。この他に申義堂で講義した教授として、宗像芦屋、小林梧陽、三谷松圃、三浦松石（娘が美濃部秋芳の妻であり、美濃部達吉の母である）、頼山陽、頼支峰、頼三樹、貫名海屋、篠崎小竹、後藤松陰、岡田半江、勝海舟、藤本鉄石がいる。明治4年7月の廃藩置県により申義堂は廃校となったため、申義堂の建物は高砂の岸本家に払い下げられた。明治12年には、北本町に建っていた土地に、警察署の建設が決まったため、建物は加古川市東神吉町西井ノ口に移築され、説教所として活用された。太平洋戦争中には、陸軍兵士宿舎となり、終戦後は倉庫に転用されていた。

## 指定文化財の指定経緯
平成2年度に、加古川・高砂両市文化財審議委員会から、歴史的価値があるため、高砂市に戻して保存すべきであるという答申を受け、高砂市において建物の解体移転の検討を開始した。平成5年度に、高砂市において建物を解体し、部材を高砂市教育センター内の倉庫に仮保存した。平成11年度には、北本町にあった申義堂跡地に、高砂地区コミュニティーセンター建設に伴う発掘調査が行われた。

## アクセス
所在地
兵庫県高砂市高砂町横町1074番地5
交通アクセス
山陽電気鉄道本線高砂駅より
- 南へ徒歩10分
- じょうとんバス13系統「南本町」バス停下車後西へ徒歩3分

## ギャラリー

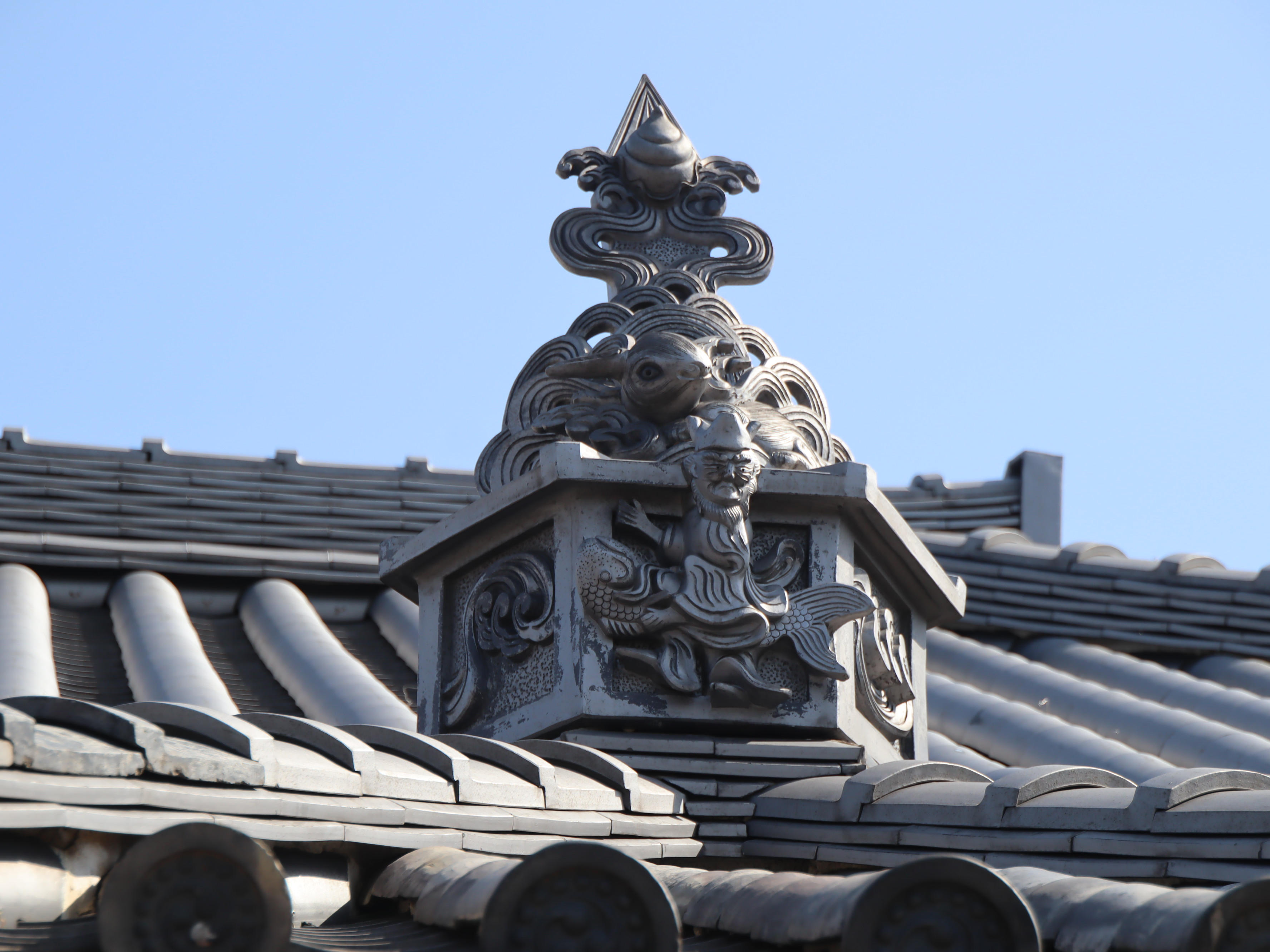
申義堂の瓦飾瓦
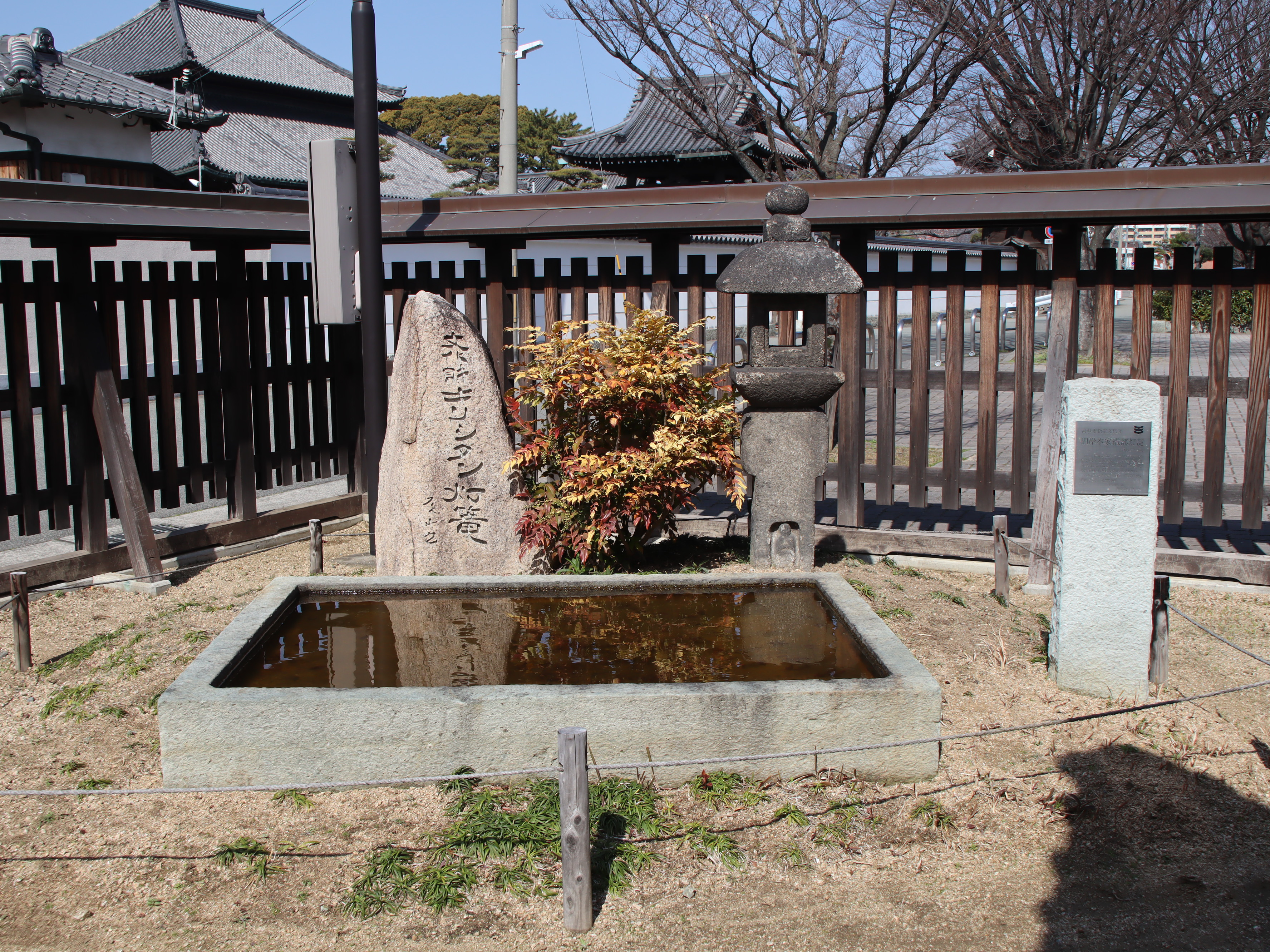
申義堂の敷地にあるキリシタン灯篭